# Fernando Aristeguieta
Fernando Luis Aristeguieta de Luca (ur. 9 kwietnia 1992 w Caracas) – wenezuelski piłkarz grający na pozycji napastnika, trener piłkarski. Posiada również obywatelstwo hiszpańskie.

## Kariera klubowa
Karierę piłkarską Aristeguieta rozpoczął w drużynie San Ignacio de Loyola. Grę w tej drużynie łączył z nauką. Spędził tam 8 lat, by w 2007 roku przenieść się do jednego z największych klubów wenezuelskich, Caracas FC. W barwach tego klubu Aristeguieta zadebiutował w 2009 roku, w spotkaniu z Trujillanos Valera. W pierwszym sezonie gry w Caracas Aristeguieta rozegrał 20 spotkań i strzelił 6 goli.
W następnym sezonie Aristeguieta długo leczył kontuzję, stąd w lidze rozegrał zaledwie 3 spotkania. W sezonie 2011/12 Aristeguieta częściej występował w klubie, a w pierwszej części sezonu (Torneo Apertura) rozegrał 17 spotkań i strzelił 8 goli.
| Sezon   | Klub             | Kraj      | Rozgrywki | Mecze | Bramki | Rozgrywki Europy | Mecze | Bramki |
| ------- | ---------------- | --------- | --------- | ----- | ------ | ---------------- | ----- | ------ |
| 2011/12 | Caracas FC       | Wenezuela | I liga    | 31    | 11     | –                | –     | –      |
| 2012/13 | Caracas FC       | Wenezuela | I liga    | 17    | 14     | –                | –     | –      |
| 2012/13 | FC Nantes (wyp.) | Francja   | Ligue 2   | 17    | 8      | –                | –     | –      |
| 2013/14 | FC Nantes        | Francja   | Ligue 1   | 22    | 2      | –                | –     | –      |
| 2014/15 | FC Nantes        | Francja   | Ligue 1   | 5     | 0      | –                | –     | –      |

Stan na: 19 października 2014 r.

## Kariera reprezentacyjna
W reprezentacji Wenezueli Aristeguieta zadebiutował w 2010 roku.